# Ministro della Repubblica Italiana
I ministri della Repubblica Italiana, secondo l'art. 92 della Costituzione italiana, compongono il Governo e, assieme al Presidente del Consiglio dei ministri, sono membri del Consiglio dei ministri della Repubblica Italiana.

## Nomina
Secondo l'art. 92 della Costituzione i ministri sono nominati con decreto del Presidente della Repubblica, su proposta del Presidente del Consiglio dei ministri e, secondo l'art. 93 della Costituzione, prima di assumere le funzioni prestano giuramento nelle mani del Presidente della Repubblica.
La legge 24 dicembre 2007, n. 244 (legge finanziaria per il 2008) prevede all'art. 1, comma 376 che, a partire dalla XVI Legislatura il numero dei ministeri sia quello stabilito dalle disposizioni del decreto legislativo n. 300 del 1999, ossia 12, e che il numero totale dei componenti del Governo, compresi i ministri senza portafoglio, i vice ministri e i sottosegretari di stato non può essere superiore a 60. Va peraltro tenuto presente che, trattandosi di una norma di legge ordinaria e non costituzionale, può sempre essere modificata con altra legge o atto avente forza di legge.
I ministri possono essere scelti sia tra i membri del Parlamento, come avviene prevalentemente, oppure al di fuori dello stesso (come avviene, ad esempio, durante i governi tecnici).
Dopo la nomina, se sono parlamentari, possono continuare ad appartenere a una camera (o essere eletti alla stessa), non essendo prevista alcuna incompatibilità al riguardo.

## Funzioni
I ministri possono essere preposti a un ministero, nel qual caso sono detti ministri segretari di stato o ministri con portafoglio o semplicemente ministri; se non lo sono allora sono detti ministri senza portafoglio e sono comunque membri del Consiglio dei ministri e possono essere preposti a particolari strutture organizzative (ad esempio ai dipartimenti della Presidenza del Consiglio). Va notato che la dizione "ministro segretario di stato", che risale al periodo monarchico (quando i ministri segretari di stato si contrapponevano ai ministri di stato, titolari di una carica puramente onorifica) non è stata ripresa dalla Costituzione repubblicana e, quindi, viene usata solo nella prassi.
Il numero, le attribuzioni e l'organizzazione dei ministeri sono stabilite per legge (art. 95 Cost.).
I ministri segretari di stato sono coadiuvati da sottosegretari di stato e da vice ministri.
Nell'esercizio delle loro funzioni i ministri adottano provvedimenti amministrativi, solitamente in forma di decreto (è detto decreto ministeriale quello emanato da un solo ministro,  decreto interministeriale quello emanato congiuntamente da più ministri). Va tuttavia rammentato che, in virtù del principio di separazione tra funzioni di indirizzo politico-amministrativo e di gestione, i provvedimenti ministeriali, come quelli degli altri organi politici, non possono invadere l'ambito delle funzioni di gestione, riservate ai dirigenti, salve le eccezioni espressamente previste dalla legge.
Secondo l'art. 14 del D.Lgs. 30 marzo 2001, n. 165, il ministro periodicamente, e comunque ogni anno entro dieci giorni dalla pubblicazione della legge di bilancio, anche sulla base delle proposte dei dirigenti degli uffici dirigenziali generali: 
- definisce obiettivi, priorità, piani e programmi da attuare ed emana le conseguenti direttive generali per l'attività amministrativa e per la gestione;
- assegna ai dirigenti preposti ai centri di responsabilità del ministero le conseguenti risorse finanziarie.

Secondo lo stesso articolo, il ministro non può revocare, riformare, riservare o avocare a sé o altrimenti adottare provvedimenti o atti di competenza dei dirigenti. In caso di inerzia o ritardo il ministro può fissare un termine perentorio entro il quale il dirigente deve adottare gli atti o i provvedimenti. Qualora l'inerzia permanga, o in caso di grave inosservanza delle direttive generali da parte del dirigente competente, che determinino pregiudizio per l'interesse pubblico, il ministro può nominare, previa contestazione (salvi i casi di urgenza), un commissario ad acta. Il ministro può inoltre annullare gli atti dei dirigenti per motivi di legittimità (cosiddetto annullamento ministeriale).

## Responsabilità
Secondo l'art. 95 della Costituzione, i ministri sono responsabili collegialmente degli atti del Consiglio dei ministri e individualmente degli atti dei loro dicasteri. La responsabilità può essere politica, amministrativa e penale.
Politicamente i ministri sono responsabili verso il Parlamento, che può votare la sfiducia al Governo o, anche, a singoli ministri, oltre che verso il Presidente del Consiglio.
La responsabilità amministrativa, per la quale sussiste la giurisdizione della Corte dei conti, sorge a seguito di danno erariale, diretto (sofferto cioè dall'ente di appartenenza, lo Stato) o indiretto (sofferto da un privato che, in conseguenza di ciò, è stato risarcito dallo Stato), ed è disciplinata secondo le regole valide per la generalità dei funzionari e agenti pubblici.
Quanto alla responsabilità penale, in passato, per i reati commessi nell'esercizio delle loro funzioni, i ministri erano giudicati dalla Corte costituzionale in una particolare composizione; dopo la riforma dell'articolo 96 della Costituzione, intervenuta nel 1989, sono invece sottoposti alla magistratura ordinaria, previa autorizzazione del Senato della Repubblica (se senatori o estranei al Parlamento) o della Camera dei deputati (se deputati), che possono negarla quando ritengano che le ipotizzate violazioni della legge penale siano giustificate, entro certi limiti, dal supremo interesse della Repubblica: «a chi reputa incostituzionale l’insindacabilità della valutazione parlamentare, si contrappone chi considera tale insindacabilità come la riaffermazione della sovranità politica che, a determinate condizioni, può o deve poter sottrarre allo Stato di diritto la potestà d’imperio, sebbene possa apparire una reviviscenza della teoria e della pratica del governo illimitato. La Corte costituzionale, chiamata a decidere nei conflitti d’attribuzione insorti al riguardo tra magistratura e Camere, sembra inclinare a riconoscere l’insindacabilità purché congruamente motivata e rispettosa dei diritti inalienabili».